# Hålbländare
Hålbländare är en bländare bestående av en ljustät skiva med ett runt hål i. Hålets storlek är inte ställbart, vill man ändra bländaröppning måste hela skivan bytas (insticksbländare). alternativt finns en revolvermekanism så att skivan kan roteras (rotationsbländare) och ett annat bländarhål kommer i läge framför objektivet. Med hålbländare slipper man det ljusläckage som kan uppstå i irisbländares hörn. Hålbländare användes i bland annat lådkameror.